# Agonista de dopamina
Um agonista de dopamina ou agonista de receptor de dopamina é um composto que ativa receptores de dopamina. Agonistas de receptores de dopamina ativa vias de sinalização através de proteínas G triméricas e β-arrestinas, em última análise levando a mudanças em transcrição de genes.
Atualmente, para vários subtipos de agonistas de receptores de dopamina (D1, D2, D3) são conhecidos, que abordam diferencialmente essas vias de sinalização, são chamados agonistas tendenciosos [en].